# 652 (tal)
652 är det naturliga heltal som följer 651 och följs av 653.

## Matematiska egenskaper
- 652 är ett jämnt tal.
- 652 är ett sammansatt tal.

## Inom vetenskapen
- 652 Jubilatrix, en asteroid.